# 오현중학교
오현중학교(五賢中學校)는 대한민국 제주특별자치도 제주시 화북일동에 있는 사립 중학교이다.

## 학교 연혁
- 1946년 2월 15일 : 초대 이사장 황순하 선생 제주제일중학교 설립
- 1946년 3월 3일 : 개교
- 1946년 10월 22일 : 오현 초급중학교로 개명, 6학급 설립
- 1972년 9월 25일 : 신축교사 낙성(개교기념 행사일로 지정)
- 2003년 2월 4일 : 제4대 이사장 서성희 교수 취임
- 2021년 3월 1일 : 제23대 교장 오만익 선생 취임
- 2025년 1월 6일 : 제79회 졸업식 (197명, 총 촐업생 수 20,922명)
- 2025년 3월 4일 : 2025학년도 신입생 입학(220명)

## 참고 자료
- 오현중학교 - 한국교육학술정보원 학교알리미